# Comuna Habo
Habo (Habo kommun) este o comună din comitatul Jönköpings län, Suedia, cu o populație de 10.975 locuitori (2013).

## Geografie

### Zone urbane
Lista celor mai mari zone urbane din comună (anul 2015) conform Biroului Central de Statistică al Suediei:
| Nr | Zona urbană | Pop.  |
| -- | ----------- | ----- |
| 1  | Habo        | 7.740 |
| 2  | Furusjö     | 357   |
| 3  | Fagerhult   | 307   |
| 4  | Rödån       | 272   |

## Demografie
| \| Evoluția demografică în comuna Habo, 1970–2015 \| Evoluția demografică în comuna Habo, 1970–2015 \| Evoluția demografică în comuna Habo, 1970–2015 \| Evoluția demografică în comuna Habo, 1970–2015 \| Evoluția demografică în comuna Habo, 1970–2015 \| \| ----------------------------------------------------------------------------------------------------- \| ---------------------------------------------- \| ---------------------------------------------- \| ---------------------------------------------- \| ---------------------------------------------- \| \| An \| \| \| Locuitori \| \| \| 1970 \| 1970 \| \| 5666 \| 5666 \| \| 1975 \| 1975 \| \| 6675 \| 6675 \| \| 1980 \| 1980 \| \| 8085 \| 8085 \| \| 1985 \| 1985 \| \| 8761 \| 8761 \| \| 1990 \| 1990 \| \| 9498 \| 9498 \| \| 1995 \| 1995 \| \| 9577 \| 9577 \| \| 2000 \| 2000 \| \| 9578 \| 9578 \| \| 2005 \| 2005 \| \| 9842 \| 9842 \| \| 2010 \| 2010 \| \| 10741 \| 10741 \| \| 2015 \| 2015 \| \| 11314 \| 11314 \| \| Sursa: SCB - Statistika Centralbyrån, Folkmängd efter region, civilstånd, ålder och kön. År 1968–2016 \| \| \| \| \| |      |  |           |       |
| Evoluția demografică în comuna Habo, 1970–2015 |      |  |           |       |
| An |      |  | Locuitori |       |
| 1970 | 1970 |  | 5666      | 5666  |
| 1975 | 1975 |  | 6675      | 6675  |
| 1980 | 1980 |  | 8085      | 8085  |
| 1985 | 1985 |  | 8761      | 8761  |
| 1990 | 1990 |  | 9498      | 9498  |
| 1995 | 1995 |  | 9577      | 9577  |
| 2000 | 2000 |  | 9578      | 9578  |
| 2005 | 2005 |  | 9842      | 9842  |
| 2010 | 2010 |  | 10741     | 10741 |
| 2015 | 2015 |  | 11314     | 11314 |
| Sursa: SCB - Statistika Centralbyrån, Folkmängd efter region, civilstånd, ålder och kön. År 1968–2016 |      |  |           |       |